# Хвала любви (фильм)
Хвала любви (фр. Éloge de l'amour) — французский фильм 2001 года по сценарию и постановке Жана-Люка Годара. Чёрно-белую и цветную драму сняли Жюльен Хирш и Кристоф Поллок. Годар однажды заявил, что «у фильма должно быть начало, середина и конец, но не обязательно в таком порядке». Этот афоризм проиллюстрирован в «Хвале любви» (Éloge de l’amour), в котором прошлое и настоящее меняются местами.
«Хвала любви» вызвало неоднозначную реакцию кинокритиков. В то время как некоторые известные рецензенты резко негативно отнеслись к этой работе, другие считают её одним из лучших фильмов своего десятилетия.

## Сюжет
Первая половина фильма, снятая на чёрно-белую плёнку, рассказывает о человеке по имени Эдгар, который работает над неопределённым «проектом» о том, что он считает четырьмя стадиями любви: встреча, физическая страсть, разлука и примирение с участием людей на трёх разных этапах жизни: молодости, взрослой жизни и старости. Эдгар продолжает листать страницы пустой книги, пристально вглядываясь, словно ожидая появления слов. Он не уверен, должен ли проект быть романом, пьесой, оперой или фильмом. В Париже он берёт интервью у потенциальных участников из всех слоёв общества (включая тех людей, которых Виктор Гюго назвал отверженными, но которых Эдгар считает важными для проекта), но постоянно недоволен. Эдгару действительно нужен человек, которого он встретил два года назад, женщина, которая «осмелилась высказать своё мнение». По настоянию своего финансового покровителя мистера Розенталя, арт-дилера, чей отец вместе с дедом Эдгара когда-то владел галереей, Эдгар выслеживает женщину по имени Берта; она работает по ночам, чистя пассажирские вагоны в железнодорожном депо. Берта помнит Эдгара (и восхищается его памятью), но категорически не хочет участвовать в его проекте. Она работает на нескольких работах, а также заботится о своём трёхлетнем сыне. Эдгар продолжает брать интервью у людей, к своему непрекращающемуся недовольству. Он может визуализировать этапы юности и старости, но у него возникают проблемы со взрослой жизнью.
Эдгар сталкивается с Бертой в парижском книжном магазине на лекции американского журналиста-экспатрианта Марка Хантера о войне в Косово. Эдгар считает обязательным сказать Берте, что Хантер — пример «хорошего американца». После этого двое бродят по городу знаков и памятников, разговаривая всю ночь и следующий день, в конце концов останавливаясь на заброшенном заводе Renault, где они размышляют о крахе рабочего движения. Они расходятся, и позже Берта разговаривает с Эдгаром по телефону; они говорят о своей первой встрече, и она спрашивает его, почему он перестал говорить о своём проекте. Они заканчивают разговор, это выглядит как заключительное действие. Эдгар посещает приют для бездомных и выбирает мужчину, спящего на одной из кроватей. В нежный, но краткий момент Эдгар приказывает двум молодым людям, которым он ранее отводил роли Парцифаля и его возлюбленной Эглантин, искупать мужчину в душе. Г-н Розенталь присутствует на месте происшествия, но статус «проекта» неясен. В финальной сцене чёрно-белой части Эдгар идёт на встречу с человеком, у которого есть новости о Берте.
Вторая часть фильма снята в формате DV с перенасыщенным цветом. Подзаголовок сообщает, что это произошло двумя годами ранее. Эдгар прибывает в Бретань, и его встречает тот же человек, которого он только что видел в конце первой части. Этот человек, министр культуры региона, должен отвести Эдгара на встречу с Жаном Лакутюром, у которого Эдгар продолжает брать интервью о роли католиков во французском Сопротивлении в связи с кантатой, которую тот пишет для Симоны Вейль. Эта встреча приводит Эдгара к пожилой паре, которая сражалась в Сопротивлении и с тех пор вместе. Пара встречается с делегатами американского госдепартамента, которые помогают заключить сделку от имени Spielberg Associates. Компания хочет приобрести права на историю пары для фильма по сценарию Уильяма Стайрона с Жюльет Бинош в главной роли. Внучка пары, обучающаяся на юриста, пытается разорвать с ними контракт, так как они боятся, что их обманули. Внучку зовут Берта, и именно тогда они с Эдгаром впервые встречаются. Берта пытается аннулировать договор, утверждая, что подписавшие стороны не являются членами определённой нации, называя себя просто «американцами», тогда как «Америка» — это термин, охватывающий два континента со многими странами, но это тщетная попытка.
Проведя время с Бертой, Эдгар садится на поезд обратно в Париж и размышляет о своих встречах. Когда вы о чём-то думаете («de quelque chose»), размышляет он, вы всегда думаете о чём-то другом. Например, если вы видите новый для вас пейзаж, вы сравниваете его с уже знакомым вам пейзажем. Чего Эдгар не может знать, так это того, что его ждёт в будущем, о чём ему сообщают в конце первой части фильма, — что Берта совершает самоубийство.

## В ролях
- Бруно Пюцюлю — Эдгар
- Сесиль Камп — Элль (Берта Самуэль)
- Жан Дави[англ.] — дедушка
- Франсуаза Верни — бабушка
- Одри Клебанер — Эглантина
- Жереми Липпманн — Парцифаль
- Клод Беньере — Мистер Розенталь
- Ремо Форлани[англ.] — мэр Форлани
- Марк Хантер — американский журналист
- Жан Лакутюр в роли себя (историка)
- Бруно Месрен — волшебник
- Филипп Луаретт — Филипп, ассистент Эдгара
- Мари Дегранде — женщина на скамейке
- Жан-Люк Годар — мужчина на скамейке

## Реакция критики
Агрегатор обзоров Rotten Tomatoes сообщил, что 52% основных критиков дали фильму положительные отзывы на основе 72 обзоров со средней оценкой 5,90/10. Критический консенсус сайта гласит: «Жан-Люк Годар остаётся сложным режиссёром с замечательными амбициями, но «Хвала любви» слишком самодовольна и лишена стилистического удовольствия, чтобы занимать кого-то помимо самых терпеливых поклонников автора». Metacritic сообщил, что фильм получил средний балл 62 из 100 на основе 31 рецензии. Кинокритик The New York Times Энтони Скотт, хваля фильм, также счёл его антиамериканское содержание полемичным. Он написал: «Надо сказать, что In Praise of Love — самая элегантная и последовательная работа, которую он сделал с середины 1980-х годов. Его визуальное мастерство — бархатистые тени чёрно-белой 35-миллиметровой плёнки и густые, перенасыщенные тона цифрового видео — по-прежнему способны удивлять, а его жизнерадостная мрачность остаётся соблазнительной. Но, продолжая аналогию с блокнотом, приличная проза, изящный почерк и внушительный запас бумаги не могут скрыть банальности написанного». Film Comment назвал его одним из 50 лучших фильмов десятилетия (2000-е).
Кинокритик Чарльз Тейлор раскритиковал Годара за то, что он «говорил об американцах, у которых нет ни собственных историй, ни собственного прошлого (он утверждает, что у нас даже нет имени)» и спрашивает: «Как может человек, который вместе со своими коллегами по французской новой волне сделал больше, чем кто-либо, чтобы привлечь внимание Америки к искусству своего кино, искусству, которое мы всегда считали само собой разумеющимся, вдруг развернуться и объявить всю культуру бесполезной?» Кинокритик Роджер Эберт, который дал фильму одну из четырёх звезд, не согласился со сценами в фильме, в которых Годар обвиняет режиссёра Стивена Спилберга в том, что он никогда не платил Эмили Шиндлер за её вклад в его фильм 1993 года «Список Шиндлера» и оставил её в нищете в Аргентине. Эберт писал: «1) Послал ли Годар, который также использовал её, ей какие-нибудь деньги? 2) Сделал ли Годар или любой другой режиссёр, живой или мёртвый, больше, чем Спилберг, своим проектом о Холокосте, чтобы почтить и сохранить воспоминания выживших?» Утверждение о том, что Эмили Шиндлер жила в бедности, также оспаривалось Томасом Кенилли, автором «Ковчега Шиндлера», который подтвердил, что сам отправил ей чек.
Ричард Броуди из The New Yorker назвал «Хвалу любви» величайшим фильмом 2000-х, заявив, что это «одна из самых необычных, трепетных и сдержанных историй любви, а также история самой любви; … третий первый фильм Годара, таким образом, что-то вроде возрождения кино». Японский кинокритик Сигэхико Хасуми также назвал этот фильм одним из лучших фильмов десятилетия, и он был признан одним из тридцати лучших фильмов 2000-х годов в опросе Британского института кино для Sight & Sound.

## Награды и почести

### Победы
- Международный кинофестиваль в Вальядолиде: специальный приз жюри, Жан-Люк Годар; Va savoir; 2001.
- Международный кинофестиваль «Фаджр»: Кристал Симорг, Международный конкурс: лучший фильм, Жан-Люк Годар; 2002.

### Номинации
- Каннский кинофестиваль 2001: Золотая пальмовая ветвь, Жан-Люк Годар; 2001[17].
- Международный кинофестиваль в Вальядолиде: Золотой шип, Жан-Люк Годар; 2001.
- Швейцарская кинопремия[англ.]: Швейцарская кинопремия, лучший фильм (Bester Spielfilm), Жан-Люк Годар; 2002.